# Osbornellus sagarus
Osbornellus sagarus är en insektsart som beskrevs av Freytag 2008. Osbornellus sagarus ingår i släktet Osbornellus och familjen dvärgstritar. Inga underarter finns listade i Catalogue of Life.